# Josefa Molina
Josefa Molina Rodríguez (Barquisimeto, Venezuela, 1969) es una escritora, periodista y gestora cultural española, fundadora de la Asociación de Escritoras y Escritores 'Palabra y Verso'. Directora de las colecciones ‘Breves y Contundentes’ de la Editorial BGR y de ‘Palabra y Verso’ con la editorial Beginbook Ediciones. Creadora y coordinadora del Festival de Poesía Baltasar Espinosa.

## Biografía
Nació en Venezuela, país al que sus progenitores emigraron en los años cincuenta desde Gáldar (Canarias), su localidad de origen. La familia retornó a Gran Canaria en 1970, cuando contaba con un año y medio.
Realizó estudios universitarios de Sociología y Ciencias de la Información en la Universidad Complutense de Madrid, ciudad en la que residió durante once años. Es en 1998 cuando regresa a su municipio, Gáldar, en la isla de Gran Canaria y empieza su andadura como periodista, trabajando en diferentes medios de comunicación.

## Trayectoria
En su faceta como gestora cultural ha promovido acciones que fomentan la lectura y el acercamiento a la literatura canaria, especialmente reivindica el papel de la mujer en la cultura y la literatura. En 2015 fundó, con el apoyo de otros miembros, la Asociación de Escritoras y Escritores Palabra y Verso, siendo su presidenta hasta la actualidad. Coordina y edita el blog de la asociación donde participan los socios y simpatizantes. E inició un programa literario de radio “De la palabra al verso”, en la emisora local de Gáldar que se difunde en otras emisoras locales cada quince días, apoyada por Roberto Iglesias y Antonio Arroyo Silva.
En el año 2018 puso en marcha la charla literaria El Ultílogo, en la que se entrevista a diferentes personalidades de la literatura canaria, creando un espacio de acercamiento a los intereses literarios de las personas invitadas.
Se encuentra incluida en la Antología de 100 escritoras canarias, en 2020, compilada por la ensayista María del Carmen Reina Jiménez.
En 2018 descubre al poeta Baltasar Espinosa, cuya obra compila en un ejemplar bajo el título Obras completas, publicado en 2021 bajo el sello de la editorial Mercurio. Este año lidera la puesta en marcha de la colección ‘Palabra y Verso’, en la editorial Beginbook, y un año después, se pone al frente de la colección digital de microficción femenina ‘Breves y Contundentes’ de la editorial BGR.
Entra a formar parte de la Audioteca de Literatura Canaria Actual del Gobierno de Canarias, en el año 2022. Se encuentra incluida en la Biblioteca de Escritores y Escritoras de Canarias.
En el año 2022, impulsa junto a un equipo de escritores canarios, conformado por María del Pino Marrero Berbel, Antonio Arroyo Silva, Maruja Salgado, Fabio Carreiro e Inma Flores, el Festival de Poesía Baltasar Espinosa, celebrado en el municipio de Gáldar con la participación de más de cincuenta poetas procedentes de distintos puntos de la geografía canaria y peninsular. Dentro de este festival se activa el primer premio Internacional de poesía, con el nombre de Baltasar Espinosa, para el reconocimiento internacional del poeta galdense.
Forma parte de la Asociación de Mujeres en la Cultura-Canarias, entidad sin ánimo de lucro que realiza diversos encuentros de mujeres vinculadas a la cultura en las diferentes islas.
En 2024 impulsa el Encuentro Canarias-México 'Poéticas y narrativas actuales' que llevó a un total de trece escritoras y escritores de las islas Canarias a un recorrido literario por varias ciudades de México.
Ha participado en numerosas antologías, tanto de poesía como de narrativa, en festivales, recitales y jornadas literarias, tanto como invitada como organizadora.
En 2025, ha sido invitada a la Feria Internacional de Santa Cruz de la Sierra, en Bolivia, para presentar la novela La Taxista.

## Reconocimientos
En 2015, recibió una doble mención honorífica en el I Certamen de Relatos Cortos organizado por el colectivo Tagoror. Un año después, en 2016, fue finalista en el I Certamen de Relato Corto Pluma de Cigüeña, de Piediciones. 
En 2018, recibió el segundo premio del Concurso de relato corto Espacio Ulises-Playa de Ákaba y en 2019, fue finalista del Premio Literario Multiverso.

## Obras

### Poesía
- 2017- Inflexiones, publicado por Playa de Ákaba. ISBN: 978-84-947440-4-4[19][20]
- 2019- Los versos de las caracolas, escrito junto a la poeta Isa Guerra, e ilustrado por el pintor Felipe Juan. ISBN: 978-84-09-10804-6[21]
- 2021- Un puñado de palabras, publicado en digital por Editora BGR. ASIN: B09W5Y481R[22]

### Novela
- 2020- Ideales perdidos, publicado por la editorial Multiverso. ISBN: 979-8639995880[23][24]
- 2024- La taxista, publicado por la editorial Mercurio. ISBN: 978-84-10092-73-0[25]

### Relato
- 2022- Encapsulados, publicado en digital por la Editora BGR. ASIN: B0BRNRYJSB. Llevado al papel en 2024, ISBN: 978-8412805406.[26][27]
- 2023- Gris oscuro tirando a negro, publicado por la editorial Mercurio. ISBN: 978-84-126560-5-3[28]

### Participaciones en antologías
- 2017- Perdone que no me calle: 64 autoras canarias denuncian la violencia contra las mujeres. Publicado por el Centro de la Cultura Popular Canaria. ISBN: 978-84-7926-655-4[29]
- 2017- Antología Mujeres 88 poetas canarias, publicado por Beginbook Ediciones. ISBN: 978-84-946761-5-4
- 2017- Palabra y verso, publicado por Beginbook Ediciones. ISBN: 9788494732317
- 2018- Sabor Literario Ciudad de Gáldar. Publicado por el Centro de la Cultura Popular Canaria y el Colectivo Tagoror 2015. ISBN: 978-84-7926-664-6
- 2018- Tránsito. Jornadas de la Ermita Arucas. Publicado por Ediciones Tepamarquia. ISBN: 978-84-09-08506-4
- 2018- Ulises y Penélope: Relatos tejidos en red. Publicado por Playa de Ákaba. ISBN: 978-8494822629
- 2020- Antología de 100 escritoras canarias, publicado por la editorial Mercurio. ISBN: 978-84-17890-69-8
- 2021- Antología Palabra y Verso, publicado por Beginbook Ediciones.
- 2021- I Antología Internacional de Poesía y Ficciones Hispanoamericana. Rescate de las Lenguas Madres (Asociación Mundial de Escritores Latinoamericanos, A.M.D.E.L). ISBN: 9789874769282
- 2022- El dulce ron que las embriaga: poetas actuales de Canarias y Venezuela, publicado por Beginbook Ediciones. ISBN: 978-84-125117-2-7[30]
- 2022- 52 voces para el Universo, publicado por Beginbook Ediciones. ISBN:978-84-125343-9-9[31]
- 2022- 31 cuentos para octubre. Antología con ilustraciones de Ina Gámez. Edita María Fulmen. ISBN: 978-84-09-34374-4[32]
- 2022- Cicatrices. Proyecto colectivo de literatura y obra gráfica. ISBN: 978-84-1353-061-1[33]
- 2023- Negro sobre rojo: 18 narrativas actuales, publicado por la editorial Mercurio. ISBN: 978-84-127052-5-6[34]
- 2024- Sangro luego existo, publicado por Espacio Sol Ediciones. ISBN: 978-956-09909-8-3[35]

### Otros
- Entre 2021 y 2022 realizó los prólogos de los tres volúmenes: Trilogía Rosalía de Castro, de la Editorial Garoé. ISBN: 978-84-121248-8-0 / 978-84-121248-6-6  / 978-84-121248-9-7
- En 2021, coordinó y compiló las Obras Completas (1962-2011), de Baltasar Espinosa, publicado por la editorial Mercurio. ISBN: 978-84-18588-30-3